# Hockey Novara
El Hockey Novara és un club esportiu d'hoquei sobre patins de la ciutat italiana de Novara, a la regió del Piemont. És l'equip d'hoquei patins que més títols italians ha aconseguit. Després del seu descens l'any 2009 a la Serie A2 va ser inactiu i va acabar sent dissolt el 2011. L'any 2021 l'entitat retorna a l'activitat amb equips juvenils i formatius.
En el seu palmarès compta amb 32 Lligues i 20 Copes, mentre que a nivell internacional ha estat molt a prop de guanyar la Copa d'Europa, doncs ha perdut quatre finals d'aquesta competició els anys 1971, 1972, 1986 i 1988, les dos primeres enfront del Reus Deportiu, mentre que les dos següents enfront el FC Porto i el HC Liceo respectivament.
Dins de la Recopa d'Europa d'hoquei sobre patins, el Novara també perd en dues ocasions la final, concretament l'edició de 1987 enfront el FC Barcelona i l'edició de 1991 enfront el Sporting CP.
Els seus èxits a nivell europeu els trobem a la Copa de la CERS, on si que aconsegueix alçar en tres ocasions la Copa, essent un dels equips més laurejats d'aquesta competició. L'any 1985 guanya enfront el Cerdanyola CH a la final, l'any 1992 enfront l'Igualada HC i l'any 1993 enfront el Thiene.

## Palmarès
- 3 Copes de la CERS (1984-85,[1] 1991-92, 1992-93)
- 32 Lligues italianes Serie A1 (1930, 1931, 1932, 1933, 1934, 1936, 1946, 1947, 1949, 1950, 1958, 1959, 1969, 1970, 1971, 1972, 1973, 1974, 1975, 1977, 1984-85, 1986-87, 1987-88, 1992-93, 1993-94, 1994-95, 1996-97, 1997-98, 1998-99, 1999-00, 2000-01, 2001-02)
- 20 Copes italianes (1966, 1967, 1969, 1970, 1972, 1976, 1985, 1986, 1987, 1988, 1993, 1994, 1995, 1996, 1997, 1998, 1999, 2000, 2001, 2002)
- 3 Copes de la Lliga (1999, 2000, 2001)